# Бенгалик оливковий
Бенгалик оливковий (Amandava formosa) — вид горобцеподібних птахів родини астрильдових (Estrildidae). Ендемік Індії.

## Поширення
Вид є ендеміком центральної частини Індії, де трапляється на півдні Раджастану, центральній частині Уттар-Прадешу, південного Біхару та Західної Бенгалії (історично), на південь до південної Магараштри, південної Одіші та північної Андхра-Прадеш. Широко поширена популяція в північній Кералі, ймовірно, походить від інтродукованих тварин. Мешкає в травах і низьких кущах, на полях цукрової тростини, у відкритих чагарникових лісах і чагарникових джунглях, часто біля води, переважно в низинах і передгір'ях. Його також бачили в рідкорослих, кам'янистих, посушливих пустках і мангових садах. Гніздиться невеликими колоніями з травня по січень.

## Опис
Це невеликі пташки міцної статури, оснащені міцним, трохи подовженим конічним дзьобом. Тіло завдовжки до 10 см. Колір голови, спини та крил оливково-сірий, тоді як щоки, горло та груди зеленувато-жовті, а живіт і підхвістя жовті. Боки білі з чорно-бурими смугами, як і хвіст. Дзьоб темно-червоний, очі червонувато-коричневі, ноги тілесного кольору.

## Спосіб життя
Це денні та зграйні птахи, що утворюють групи з кількох десятків особин, які розсіюються по землі та серед високої трави в пошуках поживи, підтримуючи контакт за допомогою високого стрекотання. Живиться насінням трав, а в період розмноження доповнює раціон комахами.
Період розмноження зазвичай визначається між жовтнем і січнем, хоча можна спостерігати гніздування пар і в липні. Гніздиться невелики колоніями. Гніздо будує серед густої рослинності. У кладці 4-6 білих яєць. Інкубація триває 13 днів.